# 藤井氏
藤井氏，日本第四十一大的姓氏。

## 起源
1. 起源一：藤井家

## 現代名人
- 藤井裕久（1932年6月24日 - ），日本政治家、大蔵省官僚。
- 藤井治芳（1936年10月1日 - ），日本官僚，元日本道路公団総裁。
- 藤井孝男（1943年3月14日 - ），日本政治家。次世代の党所属の衆議院議員（5期）。
- 藤井勇治（1950年2月27日 - ），日本政治家。
- 藤井厳喜（1952年8月5日 - ），本名：藤井昇，日本的国際問題アナ。
- 藤井實彥（1972年 - ），日本極右運動者。
- 藤井麻由(1998年11月30日-)，台灣女子偶像團體AKB48 Team TP Unit Bellflower成員。